# 崔廷健
崔廷健（1554年—1613年），字孟乾，别号軒鼎，直隸寧國府太平縣（今属安徽省黄山市）人，明朝政治人物。

## 生平
萬曆十年（1582年）壬午科應天鄉試舉人。萬曆二十年（1592年），登壬辰科三甲第二百二十一名進士。户部觀政，二十二年官行人，分校顺天府，得士十人，登第者五。奉使朝鲜，赐锦衣宝带，以宠其行。言论风采为属国所敬惮。比归，以方物珍货为赆，悉却谢。二十五年丁母憂，二十八年補原职，三十一年徙工部营缮司主事，督杭州抽分，商旅称便。三十四年升员外郎，管街道，三十五年升郎中，三十七年养病，尋乞养疴白下，与焦竑、朱之蕃往来砥砺。四十年補工部都水司郎中，擢四川分守道副使，兼摄七篆，四十一年以劳卒。著有《皇华集》。

## 家族
曾祖父崔杉；祖父崔熇；父親崔祥。字兆興，号和斋。万历甲戌五月卒，年五十八。